# Cyd Charisse
Tulla Elice Finklea, coneguda com a Cyd Charisse (Amarillo, Texas, 8 de març de 1921 - Los Angeles, 16 de juny de 2008), fou una actriu de cinema i ballarina estatunidenca.

## Biografia
Cyd Charisse va néixer amb el nom de Tula Ellice Finklea a Amarillo, Texas, filla de Lela (nascuda Norwood) i Ernest Enos Finklea Sr., que era joier. El seu sobrenom "Sid" va ser pres del seu germà gran, Ernest E. Finklea Jr., que va intentar dir "Sis". Més tard, Arthur Freed li va posar "Cyd".
Era una noia malaltissa que va començar a ballar amb sis anys per recuperar forces després d'un atac de poliomielitis. Als 12 anys, va estudiar ballet a Los Angeles amb Adolph Bolm i Bronislava Nijinska, i als 14 va fer una audició i posteriorment va ballar al Ballet Russe de Monte-Carlo com a Felia Siderova i, més tard, Maria Istomina. Va ser educada a la Hollywood Professional School.
Durant una gira europea, es va retrobar amb Nico Charisse, un jove ballarina amb qui havia estudiat durant un temps a Los Angeles. Es van casar a París el 1939 i van tenir un fill, Nicky.

## Maria Istomina i Felia Sidorova
Afirma la llegenda que Cyd Charisse assegurà les seves dues cames el 1952 amb una pòlissa de cinc milions de dòlars. Charisse era actriu, però sobretot era ballarina, i en l'exercici d'aquesta professió havia trobat el seu camí a Hollywood. I això malgrat fer 1,71 cm d'alçada. Texana de naixement, acabà sent considerada la millor ballarina de la història del cinema americà, sense competència possible. De manera que va treure el màxim partit a la seva formació de dansa clàssica i als temps esmerçat per a convertir-se en una primera dama del ballet.
Possiblement, el cinema li atorgà l'ocasió d'ésser molt més popular i reconeguda en el món que si hagués continuat dedicant-se al ballet clàssic, un camí que abandonà després d'haver format part del ballet rus de Montecarlo i haver treballat amb figures llegendàries de la dansa, com David Lichine i Leonid Massine utilitzant dos curiosos pseudònims: Maria Massine i Felia Sidorova. Tan clara era la seva vinculació al món de la dansa, que fins i tot es casà amb el seu antic professor, Nico Charisse, el 1939, i d'ell prengué el nom amb què seria coneguda com a estrella internacional de la pantalla gran. Seria, però, la mateixa dansa clàssica la que, actuant David Lichine com pont per a convencer-la de provar sort davant les càmeres, la conduí fins al cinema.
Era l'any 1943, i Lichine li demanà que formés part d'un ballet per al film Something to Shout About. En aquella ocasió la futura estrella va fer servir un altre malnom, Lily Norwood, que certament no passà a la història. Aquest mateix any el cinema tornà a reclamar-la com a professional de la dansa per interpretar el paper d'una ballarina del Bolshoi rus en un altre film que es basava en les experiències d'un ambaixador estatunidenc a Rússia i que curiosament amb posterioritat seria estudiat amb lupa pels investigadors de la Comissió d'Activitats Antinord-americanes, ja que se sospitava que contenia propaganda comunista. A aquestes alçades, el talent com a ballarina de la jove havia atret l'interès d'un coreògraf dedicat a construir els musicals de Hollywood, Robert Alton, el qual, juntament amb el productor Arthur Freed, aconseguí convèncer la noia perquè protagonitzés un número de ball junt amb Fred Astaire en el film Ziegfeld Follies, que havia de dirigir un dels mestres del gènere musical, Vincente Minnelli. Aquesta aliança no podia tenir caràcter esporàdic, i el següent pas de Cyd en el món del cinema fou signar un contracte de set anys amb la productora Metro-Goldwyn-Mayer, principal proveïdora de musicals per a la pantalla gran i que presumia de tenir contractades més estrelles que el firmament.
Atès l'indubtable talent que tenia com a ballarina i la seva innata bellesa, l'estudi no es demorà gaire a provar les seves qualitats com a actriu, associant-la amb una de les estrelles més taquilleres, Judy Garland, a The Harvey Girls, un film que inicialment havia estat pensat com un drama per ser protagonitzat per Lana Turner, però que acabà convertint-se en un musical quan l'estudi comprovà l'èxit comercial d'una altra peça d'aquest gènere, Oklahoma.

## Del repartiment a l'estrellat
A partir d'aquest moment, Cyd començà una carrera com a actriu de repartiment reclutada especialment per als números musicals en films les protagonistes dels quals eren estrelles femenines de la firma. Fou un fort camí d'aprenentatge en què el dubte de no arribar mai a ser ella la que encapçalés el repartiment l'assaltà en alguna ocasió.
El 1947 es divorcià de Nico Charisse, amb qui havia tingut un fill, Nico, el 7 de maig de 1942, i un any més tard va contraure matrimoni amb el cantant Tony Martin, amb qui visqué fins al final de la seva vida i amb el qual fou mare d'un altre fill, Tony Jr., nascut el 28 d'agost de 1950. A més acompanyà Martin en diverses aparicions en la televisió i en algun espectacle. El 1949 interpretà el seu primer paper en un film aliè al musical, Tensió, prova que l'estudi començava a estar disposat a ascendir-la de secundària a papers de més protagonisme sense posar traves als gèneres en què podria lluir com a actriu, i no sols com a ballarina. Fins i tot passà per un breu encasellament en personatges racials, fent-la passar per espanyola o índia si convenia a les necessitats del guió.

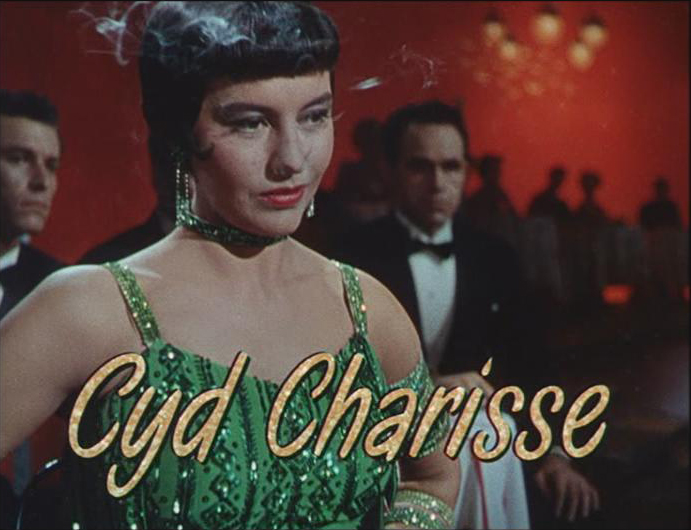
Fotograma de la pel·lícula Cantant sota la pluja.

Com no podia ser d'altra manera, el seu ascens a l'estrellat es donà en un número de ball i en un film on exercia com a actriu de repartiment, o invitada molt especial per a una seqüència de dansa particularment espectacular i elaborada. El llargmetratge era Cantant sota la pluja, on Cyd Charisse interpretà junt amb Gene Kelly el número "Broadway Melody Ballet", una seqüència onírica que a més era un homenatge als musicals de Broadway i a la vida en la gran ciutat. Aquesta aparició trobaria ecos en la seva següent pel·lícula, ja com a protagonista femenina i junt amb Fred Astaire, un ballarí d'estil diferent al de Kelly, al qual tanmateix ella s'acoblà marcant la seva pauta pròpia. Fins i tot en la manera de planificar la coreografia del veterà ballarí. El llargmetratge es titulava Melodies de Broadway i Cyd Charisse pogué lluir-se especialment en els números musicals "Dancing in the Dark" i "The Girl Hunt Ballet". El primer era una espècie de reproducció dels números que habitualment havia interpretat Astaire amb Ginger Rogers en el passat, totalment dintre de l'estil més clàssic de l'actor. Però l'últim era un apropament d'Astaire a les noves propostes de l'estil de Kelly, en un homenatge a les novel·les policíaques estil pulp i a la iconografia del cinema negre. En ambdós casos, Cyd demostrà la seva versatilitat per acoblar-se a qualsevol dels estils de ball que li toqués interpretar davant les càmeres o en els escenaris. Sobre el seu treball amb els dos astres del ball en el cinema americà puntualitzà: 
| « | Astaire era un perfeccionista, podia treballar durant hores fins que assolia el que estava cercant. Gene era igual. Tots dos cercaven la perfecció, si bé les seves personalitats eren totalment distintes. Fred mai hauria pogut fer els salts que feia Gene, ni mai volgué fer-los. Fred es movia com el cristall. Físicament era fàcil ballar amb ell. No necessitava la mateixa força i vitalitat que amb Gene, tots dos tenien estils diferents. És com comparar pomes i taronges: totes dues són delicioses | » |

.
Cyd Charisse s'havia convertit ja en una estrella. Juntament amb aquests dos films, la tercera pel·lícula favorita del seu públic no seria precisament musical, sinó de gàngsters, Chicago: any 30, al costat d'un ja veterà Robert Taylor i centrada de ple en l'ambient gangsteril.

## Oportunitats perdudes, premis i treballs per a la televisió

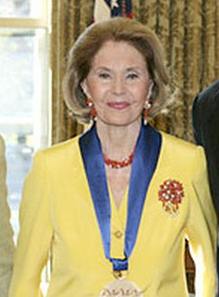
Entrega de la Medalla de les Arts (2006).

Entre els films que no feu, les seves oportunitats perdudes més destacades foren el paper que finalment interpretà Ann Miller a Desfilada de Pasqua, perquè ella havia sofert una lesió, i el paper femení protagonista que llançà a la fama Leslie Caron a Un americà a París, al qual Cyd Charisse hagué de renunciar perquè estava embarassada. A més ella mateixa refusà un altre projecte interessant, Funny Face, que finalment interpretà Audrey Hepburn. També era l'encarregada d'interpretar el paper de l'altra protagonista del film en la pel·lícula que Marilyn Monroe deixà inacabada amb la seva mort, Something's Got to Give, el protagonista masculí de la qual era Dean Martin, i que era una espècie de remake de La meva altra esposa, vella comèdia d'embolics protagonitzada per Cary Grant.
En l'apartat de premis, Cyd Charisse, que elegí el seu nom canviant la primera lletra del diminutiu Sid que utilitzava la família perquè considerava que sonava massa masculí per la seva carrera, fou nomenada a un Globus d'Or com a Millor Actriu en una comèdia per la seva recreació del personatge que havia interpretat Greta Garbo a Ninotchka pel remake musical d'aquella pel·lícula, titulada en l'original Mitges de seda, però que a Espanya es conegué com La bella de Moscú, on fou la protagonista junt amb Fred Astaire.
En l'última etapa de la seva carrera realitzà diverses aparicions com a estrella convidada en sèries de TV, com Hawái 5.0, Vacances en la mar, L'illa de la fantasia, Glitter, centre mèdic, S'ha escrit un crim, Boig de cop, Un dia és un dia, La llei de Burke i Frasier. A més a més protagonitzà uns quants treballs en films produïts per la televisió, com Portrait of an Escort (1980), Viatge sentimental (1984) i Swimsuit (1989).
Malgrat tot, tenia un secret: ella no cantava en totes les seves pel·lícules. Habitualment era doblada per Carol Richards, que li prestà la veu a Brigadoon, un altre títol essencial de la seva filmografia.

## Vida personal
El primer marit de Charisse, el cognom del qual va mantenir, va ser Nico Charisse, d'origen grec; es van casar el 1939 i van tenir un fill, Nico "Nicky" Charisse, abans de divorciar-se el 1947. El 1948, Charisse es va casar amb el cantant Tony Martin, i va romandre casada amb ell fins a la seva mort el 2008. Van tenir un fill, Tony Martin Jr.
La seva nora és l'actriu i model Liv Lindeland, que va estar casada amb Tony Martin Jr. fins a la seva mort el 2011. Sheila Charisse, una altra nora i dona de Nicky Charisse, el seu fill del seu primer matrimoni amb Nico, va morir en l'accident del vol 191 d'American Airlines el 25 de maig de 1979. Charisse, com el seu marit Tony Martin Sr., va ser una republicana acèrrima i va fer campanya a favor de Barry Goldwater a les eleccions presidencials dels Estats Units de 1964 i de Richard Nixon el 1968. Era tia de l'actriu Nana Visitor.
Charisse va ser ingressada al Cedars-Sinai Medical Center de Los Angeles, Califòrnia, el 16 de juny de 2008, després de patir un aparent atac de cor. Va morir l'endemà als 86 anys Era una metodista practicant, però a causa de la religió del seu marit va ser enterrada al Hillside Memorial Park Cemetery, un cementiri jueu a Culver City, Califòrnia, després d'una cerimònia metodista.

## Filmografia[2]
- 1941.- Rhumba	 Serenade Poeme; I Knew It Would Be This Way; Did Anyone Call? (papers curts)
- 1942.- Magic of Magnolias; This Love of Mine (papers curts)
- 1943.- Something to Shout About; Mission to Moscow; Thousands Cheer
- 1944.- Ziegfeld Follies; The Harvey Girls; Three Wise Fools; In Our Time
- 1947.- Fiesta; The Unfinished Dance
- 1948.- On an Island with You; The Kissing Bandit; Words and Music
- 1949.- Tension; East side, West side
- 1951.- Mark of the renegade
- 1952.- Cantant sota la pluja; The Wild North
- 1953.- Sombrero; Melodies de Broadway; Easy to Love
- 1954.- Brigadoon; Deep in My Hearth
- 1955.- Sempre fa bon temps; Meet me in Las Vegas
- 1957.- Silk stockins
- 1958.- Twilight fort he Gods; Party girl
- 1960.- Les Collants noirs
- 1961.- Five Golden hours
- 1962.- Something's Got to Give; Dues setmanes en una altra ciutat
- 1965.- Assassino Made in Italy
- 1966.- The Silencers
- 1967.- Maroc 7
- 1976.- Won Ton Ton: The Dog Who Saved Hollywood
- 1978.- Warlords in Atlantis
- 1989.- Private Screening
- 2003.- Satin and Silk